# 나시 참푸르
나시 참푸르(인도네시아어·말레이어: nasi campur, nasi rames)는 인도네시아, 말레이시아, 브루나이, 싱가포르와 태국 남부에서 먹는 음식이다. "나시(nasi)"는 "쌀밥"을, "참푸르(campur)"는 "섞인(혼합된)"을 뜻하지만, 한국의 비빔밥과는 달리 접시에 밥과 함께 먹고 싶은 반찬을 담아 비비지 않고 먹는다.

## 같이 보기
- 나시 에코노미
- 찬푸루